# Menemerus mirabilis
Menemerus mirabilis är en spindelart som beskrevs av Wesolowska 1999. Menemerus mirabilis ingår i släktet Menemerus och familjen hoppspindlar. Inga underarter finns listade i Catalogue of Life.